# 誓いのとき
『誓いのとき』（ちかいのとき）は、アメリカの小説家マーセデス・ラッキーによるファンタジー小説短編集。
本作はシン=エイ=インの女戦士タルマと、魔法の剣<もとめ>を持つ女魔法使いケスリーの、『女神の誓い』や『裁きの門』では軽く触れられていたり、語られていないエピソードを集めた短編集である。Oathblood をもとにしているが、『女神の誓い』で訳出済みの「剣の誓い」および「女神の誓い」の一部分（短編として発表された部分）は収録されず、Oathblood には未収録の「竜の嘆き」（エリザベス・ウォーターズとの共作）が収録されている。

## 収録作品
護符 (The Talisman)
ケスリーの故郷モーンデルスでの騒動のあと、ドゥリシャ平原へ向かう途中の出来事。現実を認められず、魔法を使うためのしかるべき護符を見つけたと思い込んだ、かつてケスリーと同じ魔法学校にいた女性の話。
英雄の話 (A Tale of Heroes)
一度平原に戻り、傭兵家業を始めた頃の出来事。〈もとめ〉に導かれた二人だが、怪物は既に自称“英雄”に倒された後だったという、『女神の誓い』でわずかに触れられている話。
伝説はこうして生まれる (The Making of a Legend)
タルマとケスリーに注目し、次々と物語詩を創作するレスラックだが、現実は物語詩のようにはいかない。ヴァイデンを舞台にした物語詩がどのようにして「創作」されたのかが語られる。
同士討ち (Friendly Fire)
仕事がなく、金もなく、天候も悪いという、旅の傭兵としては最悪の時期に、泣きっ面に蜂というべきか、買出しの釣銭として悪運の護符を受け取ってしまったときの話。
毒薬 (A Woman's Weapon)
ジャスティンとアイカンの薦めに従い、傭兵隊〈太陽の鷹〉に向かっている途中の出来事。〈鷹の巣〉（〈太陽の鷹〉の冬営地）まであと少しというところまできた二人は、立ち寄ったなめし革組合の親方が毒を盛られていることを看破し、その毒を送り主に返すというやり方で解決する話。
炎の翼 (Wings of Fire)
『裁きの門』からほぼ10年後の出来事。リーハ=イアードゥレンの野営地で夏を過ごしていたとき、重傷で川に流れ着いた、とある一族の祈祷師をきっかけとして、強欲な魔法使いケイジョンに捕まり、〈鷹の兄弟〉のひとりと協力して逆襲する話。
フォルスト・リーチの春 (Spring Plowing of Forst Reach)
「炎の翼」の1年後ぐらいの出来事。吟遊詩人ローレンの頼みを受け、フォルスト・リーチの領主ケモック卿の気性の荒い馬をしつけることになったタルマが、ついでに〈太陽の鷹〉時代の部下に、終生の仕事を見つけてやる話。
誓いのとき (Oathblood)
「フォルスト・リーチの春」とさほど変わらない時期の出来事。タルマとケスリーの学校で学んでいるケスリーの長女ジャドリーが、レスウェラン大公の双子の娘と友情の誓いを結んだ。シン=エイ=インにとって誓いは神聖なものである。帰郷する双子をジュカサ国の狂信者がさらった時、ジャドリーが追跡に参加することをタルマとケスリーが許したのはまさにその誓いのためだった。学んだことを生かした双子のために救出は成功したが、タルマたちは、子供は親が思っているほど子供のままではないという、親にとって難しい認識に直面することになった。
竜の嘆き (A Dragon in Distress)
叔母に誕生祝としてかけられた魔法を厭い、家出して竜と暮らしているロウィーナ王女を「救出」しようとする王子を、タルマの“恋人”であると騙して退散させる話。なお別世界でのエピソードであり、『年代記』の時間軸とは無関係である。

## 主要キャラクター
タルマ（タルマ・シェイナ・タレ=セイドゥリン）
タレ=セイドゥリンの最後の生き残り。カル=エネイドゥラル。鷹のような鋭い顔立ち。シン=エイ=インの例に漏れず優れた剣士であり騎手。
ケスリー（ケスリヴェリス）
魔法の剣〈もとめ〉を持つ〈白き風〉の魔法使い。金色の髪と緑の瞳。タルマとシェイ=エネイドゥラ（血の姉妹）の誓いを結ぶ。
ワール
中性のキリー。ペラジール山脈で使い魔としてケスリーが呼び出したが、ワール自身の意思によりタルマと結びついた。
ジャドレック
レスウェランの元公文書官。ケスリーの夫。
〈二刀流〉のジャスティン
元〈太陽の鷹〉の傭兵。タルマやケスリーの古い友人で、後に二人が開いた学校の教師になった。
〈涸れ谷〉のアイカン
ジャスティンの相棒。同じく教師になった。
ジャドリー
ケスリーの娘。長子であり、新たなタレ=セイドゥリン一族の最初の一人になることを心に決めている。
レスラック
吟遊詩人。タルマとケスリーを題材にした物語詩の数々を作ったが、その内容は誤りを数多く含んでいた。タルマが吟遊詩人を嫌う理由。